# Doornenburg
Doornenburg is een dorp in het oosten van Nederland, in de provincie Gelderland. De plaats ligt in landstreek de Betuwe, en valt onder de gemeente Lingewaard (tot de fusie in 2001 onder de gemeente Bemmel). Het dorp ligt direct ten noordwesten van de Pannerdense Kop; dit is het punt waar de Boven-Rijn zich splitst in de rivier de Waal en het Pannerdensch Kanaal, dat verderop overgaat in de Nederrijn. Op de oostoever van het Pannerdensch Kanaal bij Doornenburg bevindt zich het Gemaal Pannerling van de Lingewetering, die westwaarts de Betuwe in stroomt, en door het midden van het Doornenburgse grondgebied loopt. Doornenburg had 2.745 inwoners op 1 januari 2023.

## Cultuurhistorie
Doornenburg is vooral bekend door Kasteel Doornenburg: een kasteel uit de 14e eeuw. Het kasteel bleef tot in de 19e eeuw bewoond. Vanaf eind 1969 kreeg het kasteel veel aandacht vanwege de Nederlandse televisieserie Floris, die hoofdzakelijk bij Kasteel Doornenburg werd opgenomen. Daarnaast is Fort Pannerden een bekende bezienswaardigheid in Doornenburg. Dit voormalige 19e-eeuwse fort kreeg in 1969 een status als rijksmonument en maakt sinds 2005 maakt deel uit van het nationaal project de Nieuwe Hollandse Waterlinie. In de periodes 2008–2011 en 2015–2016 werd het fort uitvoerig gerestaureerd, en is nu 180 dagen per jaar open voor publiek.
Nabij Doornenburg, in een bocht van het Pannerdensch Kanaal, lag de welvarende buurtschap de Burgeu. Deze raakte zwaar beschadigd gedurende de Tweede Wereldoorlog; in 1944 werd het gebombardeerd door de Duitse bezetter. Toen Rijkswaterstaat na de Tweede Wereldoorlog besloot de bocht in het Pannerdensch Kanaal te verleggen verdween de buurtschap volledig van de kaart. De afgraving van de Burgeu (en de bijbehorende uiterwaarden) begon in 1952 en was klaar in 1959.
De Lingewetering of Boven-Linge werd al in de Middeleeuwen vanaf Doornenburg gegraven om het overtollige water uit de Betuwe af te voeren naar de rivier de Linge bij Zoelen. In de jaren 50 van de 20e eeuw werd dit kanaal bij Doornenburg op het Pannerdensch Kanaal aangesloten. In 2005 is wegens verzanding een stuw voor de inlaat geplaatst waar een drijvend gemaal voor wordt gevaren, wat bij laag water helpt om de wateraanvoer op pijl te houden. omstreeks 2023 is het drijvende gemaal vervangen door een vast gemaal en is de capaciteit vergroot. Tegelijk is een vispassage aangelegd.

## "Duizendjarige eik"

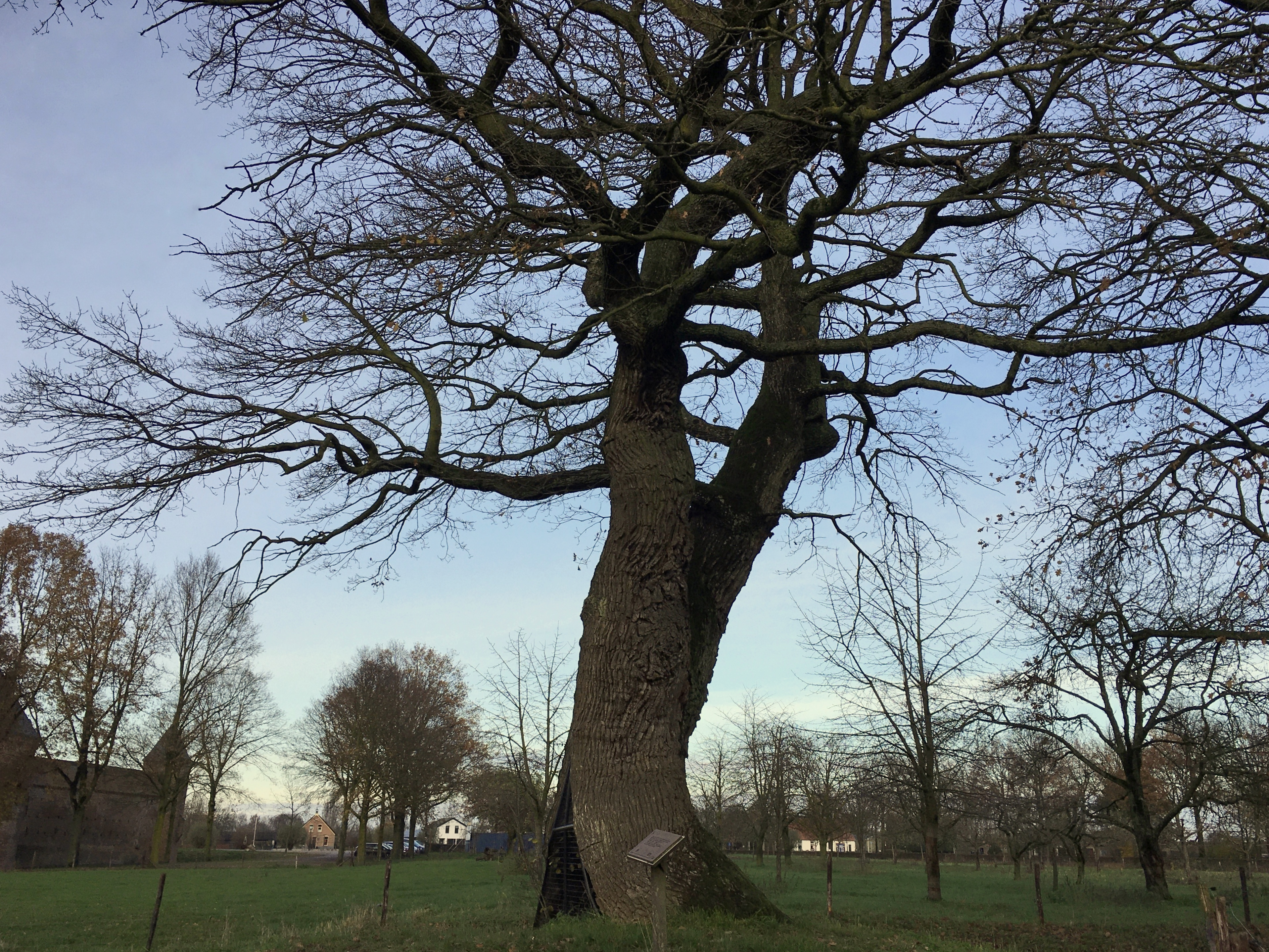
De 'duizendjarige eik' (in wintertoestand) aan de zuidkant van Kasteel Doornenburg

In Doornenburg staat mogelijk de oudste eik van Nederland. Het betreft een zomereik (Quercus robur). De boom staat aan het Kasteelsepad, aan de zuidkant van Kasteel Doornenburg, en werd al vermeld in bronnen uit het jaar 1376. De boom wordt de 'duizendjarige eik' genoemd en is lokaal ook bekend als de zogenaamde Uiverboom (uiver betekent ooievaar). Deze zomereik is het laatste restant van een eikenbos dat bij Doornenburg heeft gestaan.

## Veerdiensten
In Doornenburg zijn zowel over het oostelijk gelegen Pannerdens Kanaal als de zuidelijk gelegen Waal bediende veerdiensten. Het veer Pannerden - Doornenburg wordt bediend met een gierpont met motor, dit veer vaart het gehele jaar en zet alle verkeer met een totaal gewicht van maximaal 100 ton over. Het voet- en fietsveer Millingerwaard - Doornenburg wordt bediend met een motorveerpont met koplading, dit veer vaart niet het gehele jaar en is uitsluitend bedoeld voor wandelaars en fietsers.

## Klompenwaard
Bij Doornenburg ligt het natuurgebied de Klompenwaard. Voorheen bestond dit gebied uit landbouwgronden; deze zijn echter na 1995 omgevormd tot natuurgebied met een natuurontwikkelingsvisie. De Klompenwaard vormt nu een belangrijk onderdeel van het Natura 2000-gebied de Gelderse Poort. Er leven het hele jaar door zelfredzame kuddes van grote grazers, waaronder Rode Geuzen, konikpaarden en reeën. Op de oeverwallen in de Klompenwaard komen natuurlijke populaties voor van zeldzame stroomdalplanten, zoals grote centaurie (Centaurea scabiosa), brede ereprijs (Veronica austriaca) en kleine ruit (Thalictrum minus).

## Fotogalerij

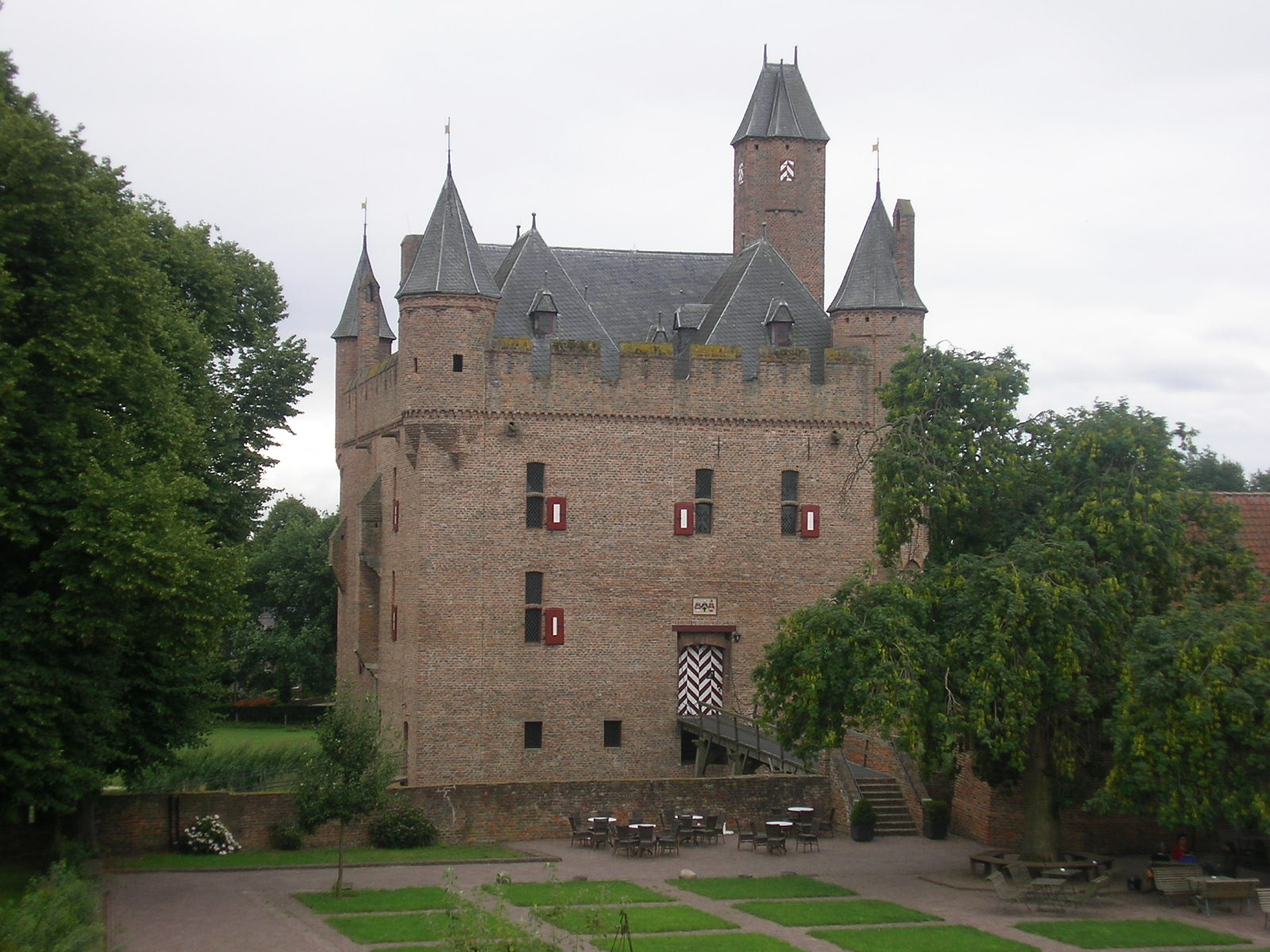
Kasteel Doornenburg (de hoofdburcht)
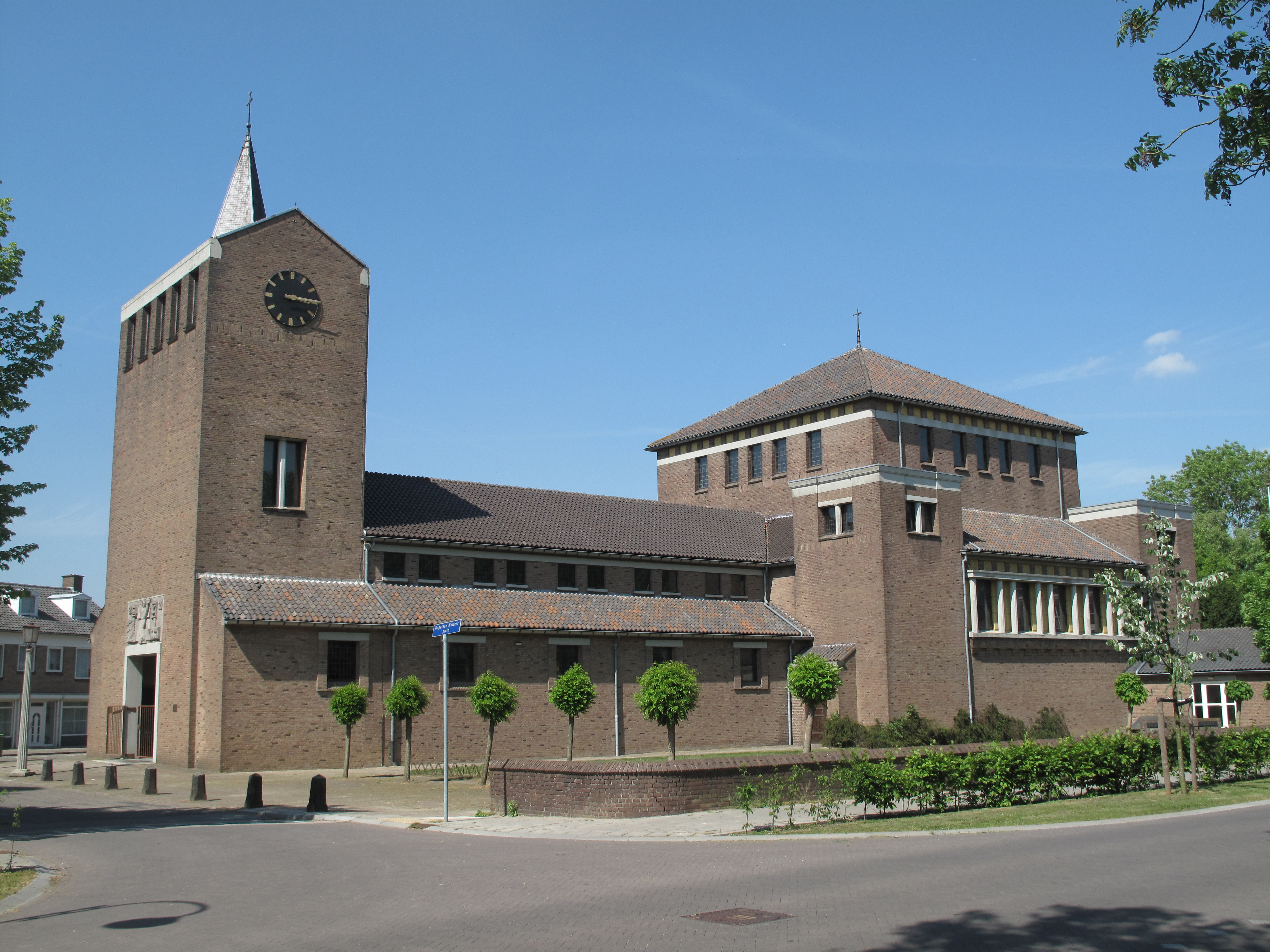
Sint Martinuskerk (katholieke kerk)
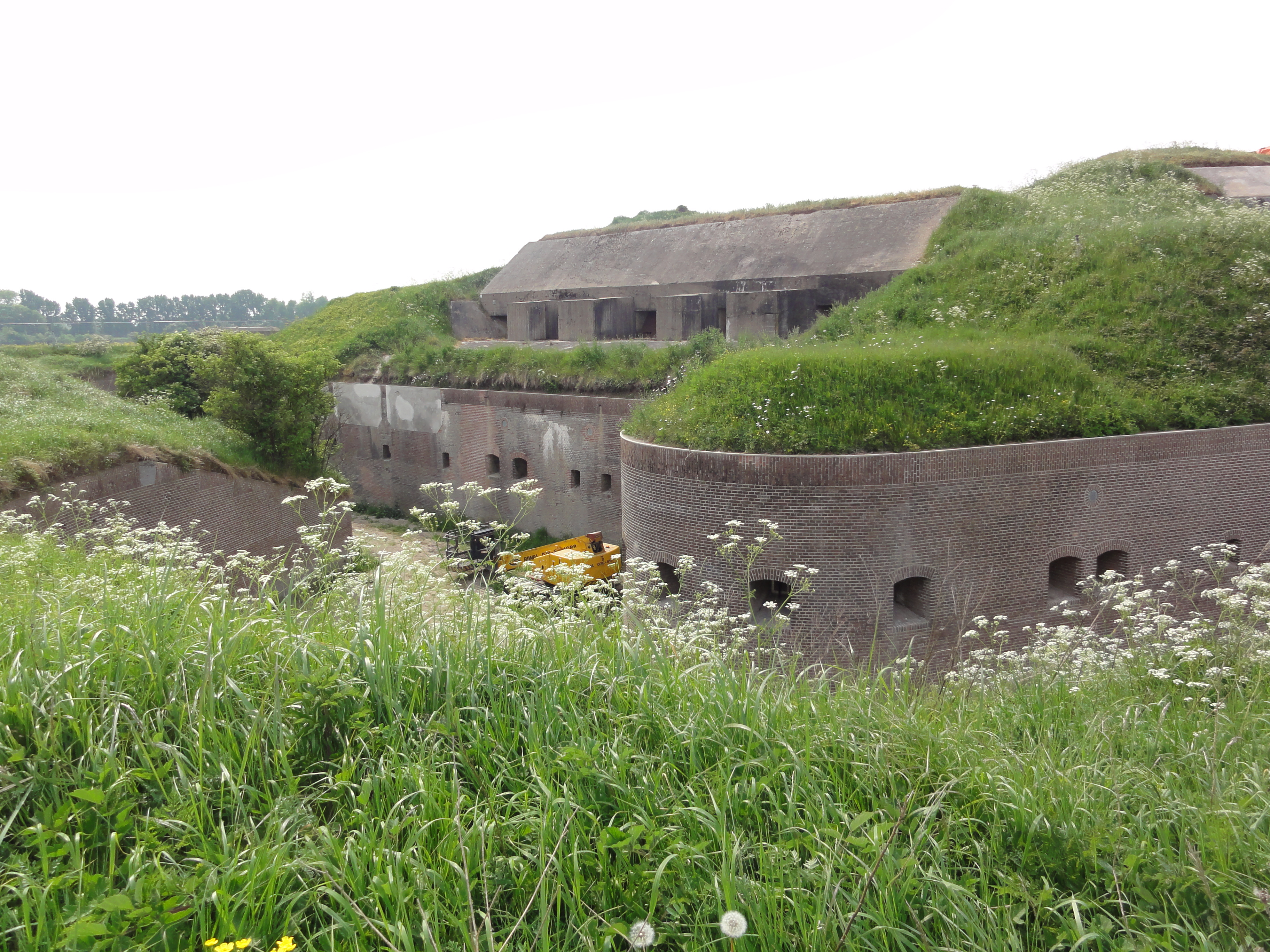
Fort Pannerden (droge gracht en rivierbatterij)
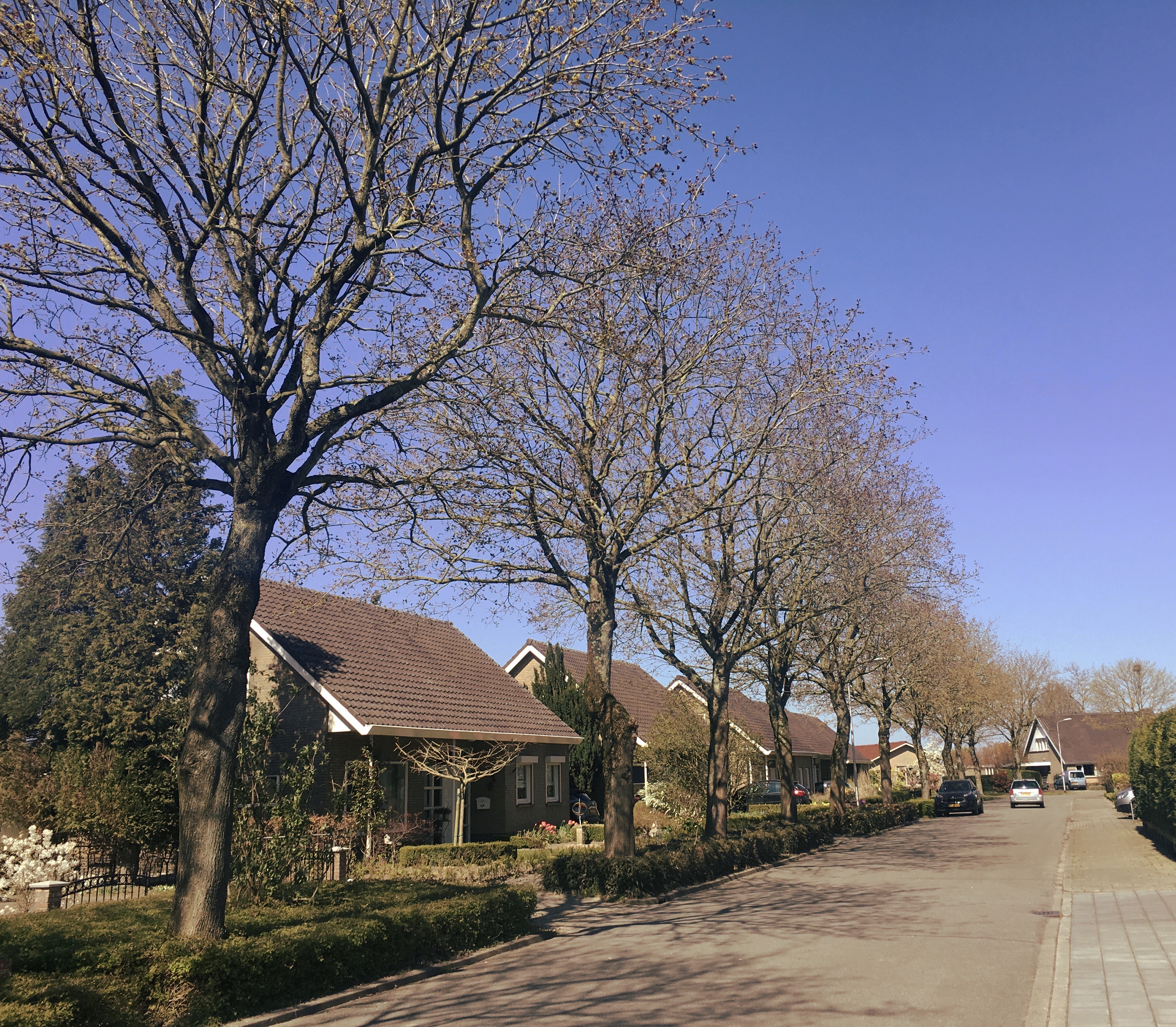
Slangenburgstraat in het westen van het dorp
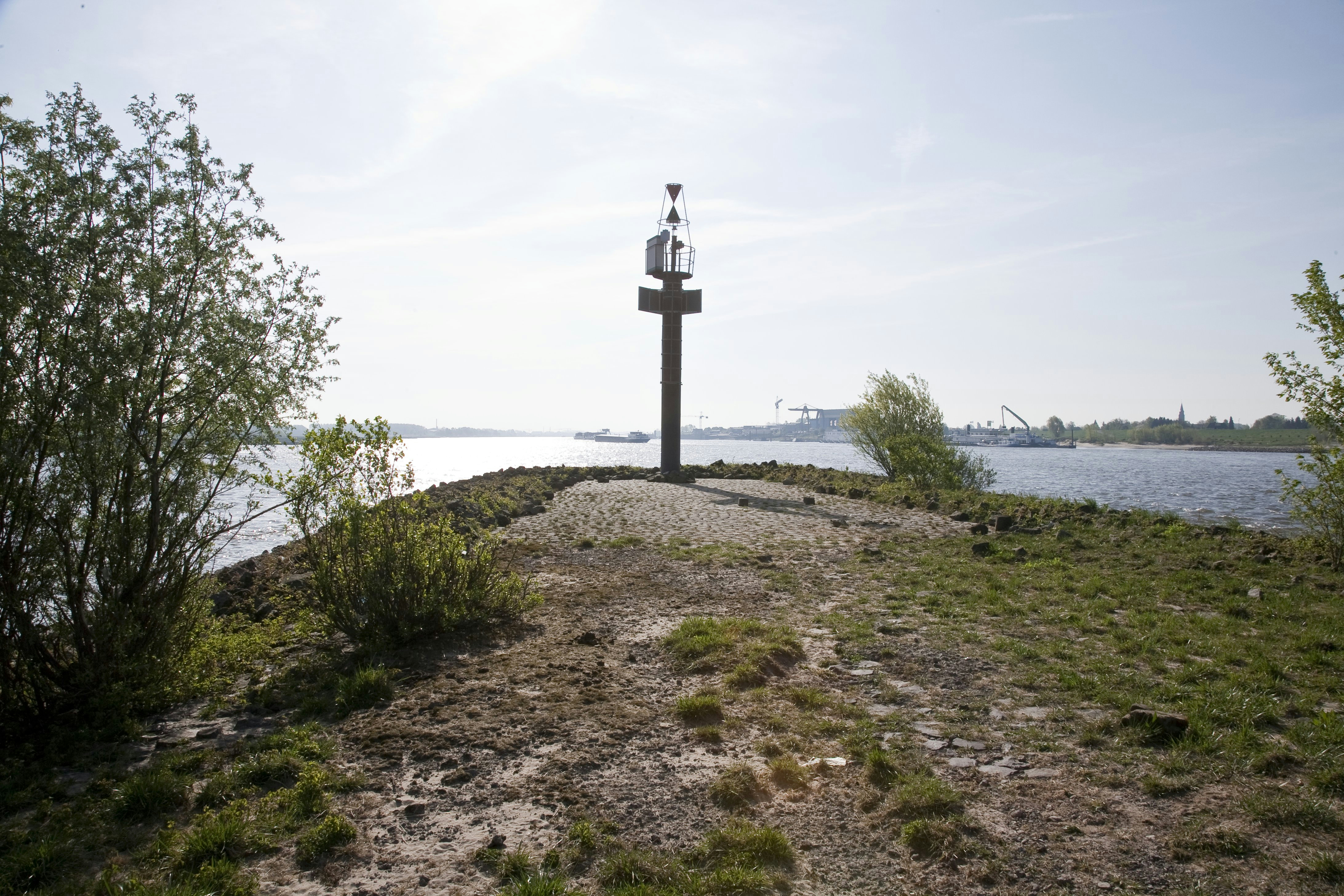
Verlichte waterwijzer op de Pannerdense Kop
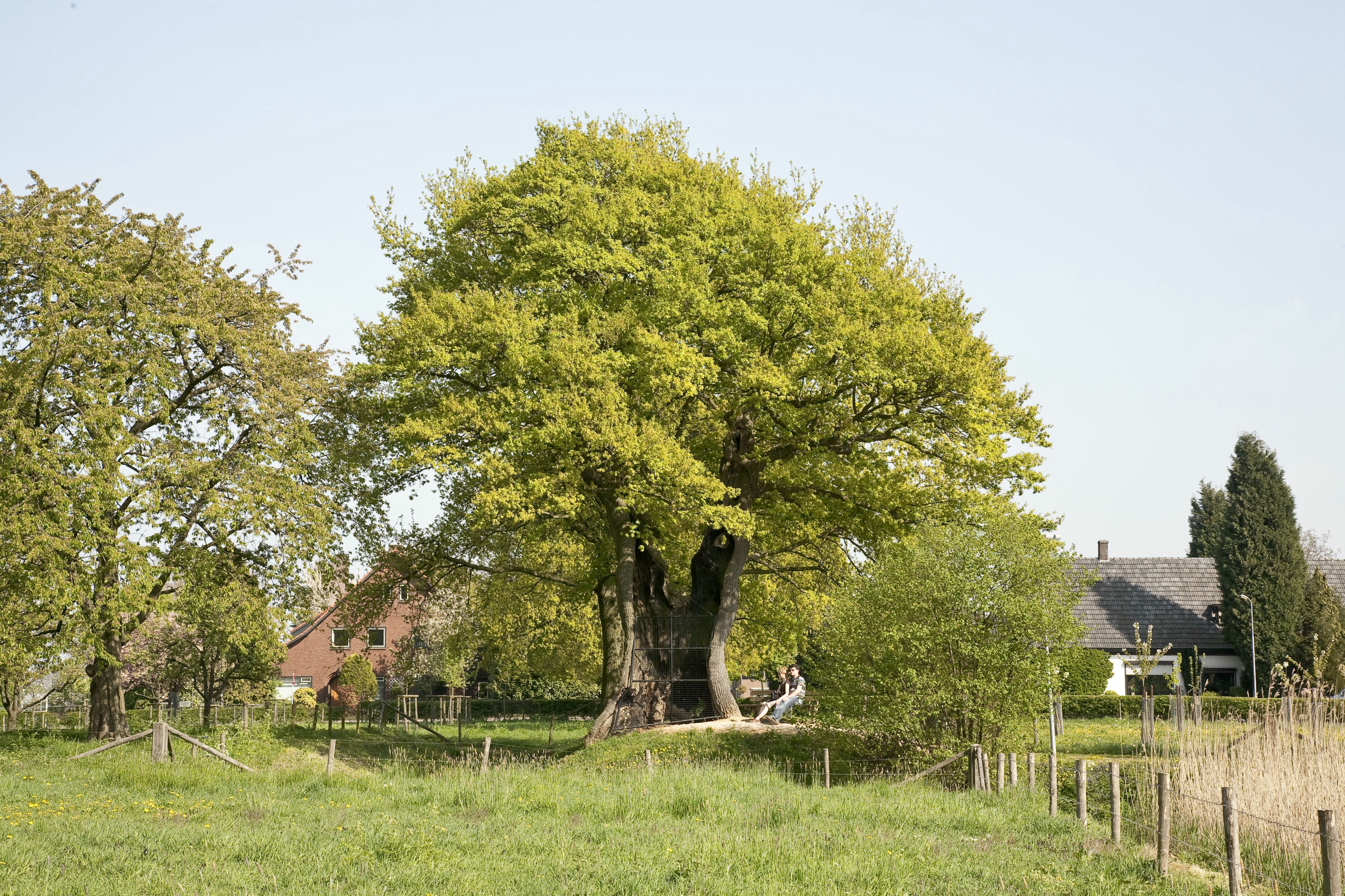
De 'duizendjarige eik' ofwel de Uiverboom
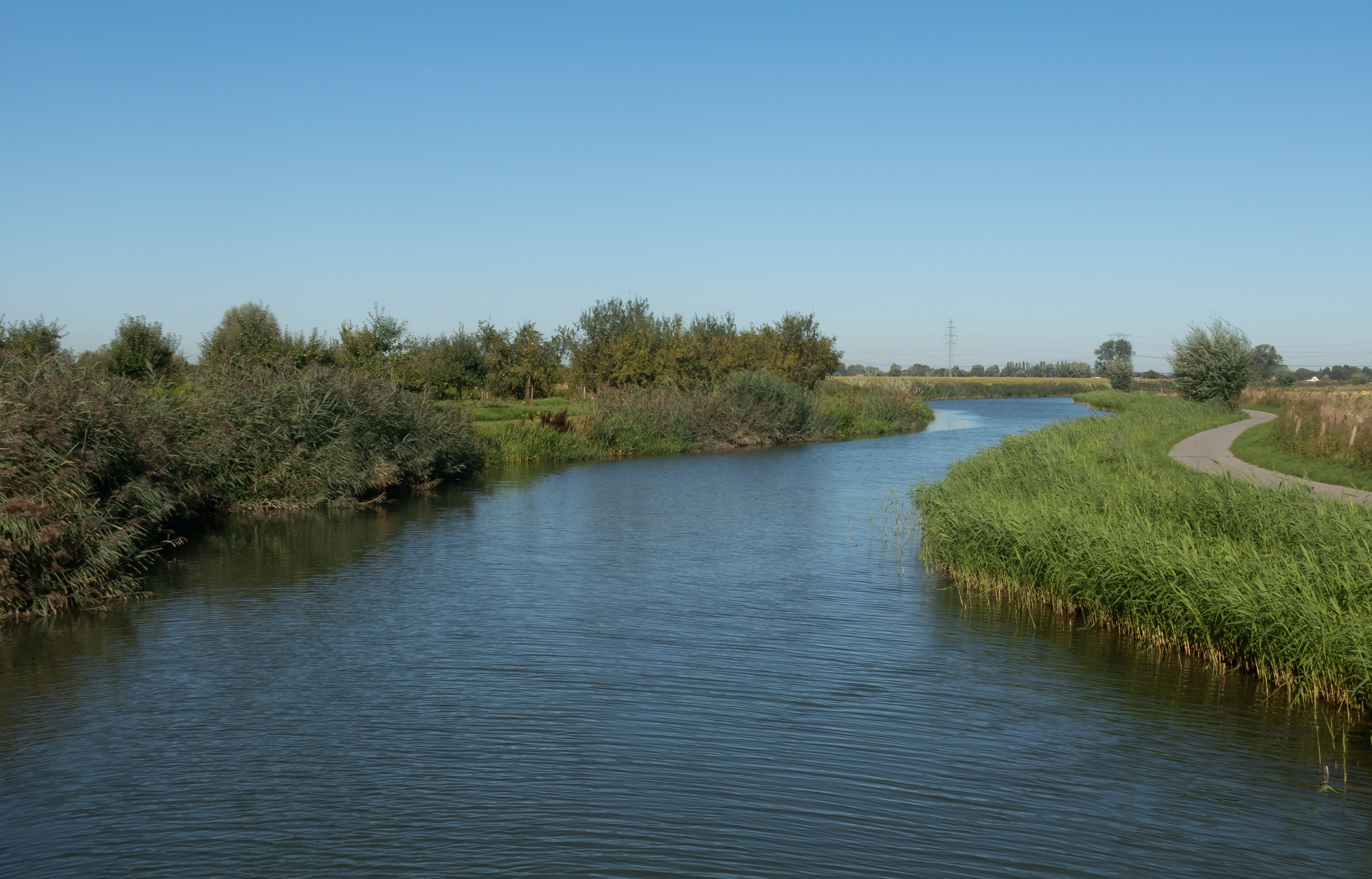
De Lingewetering bij Doornenburg
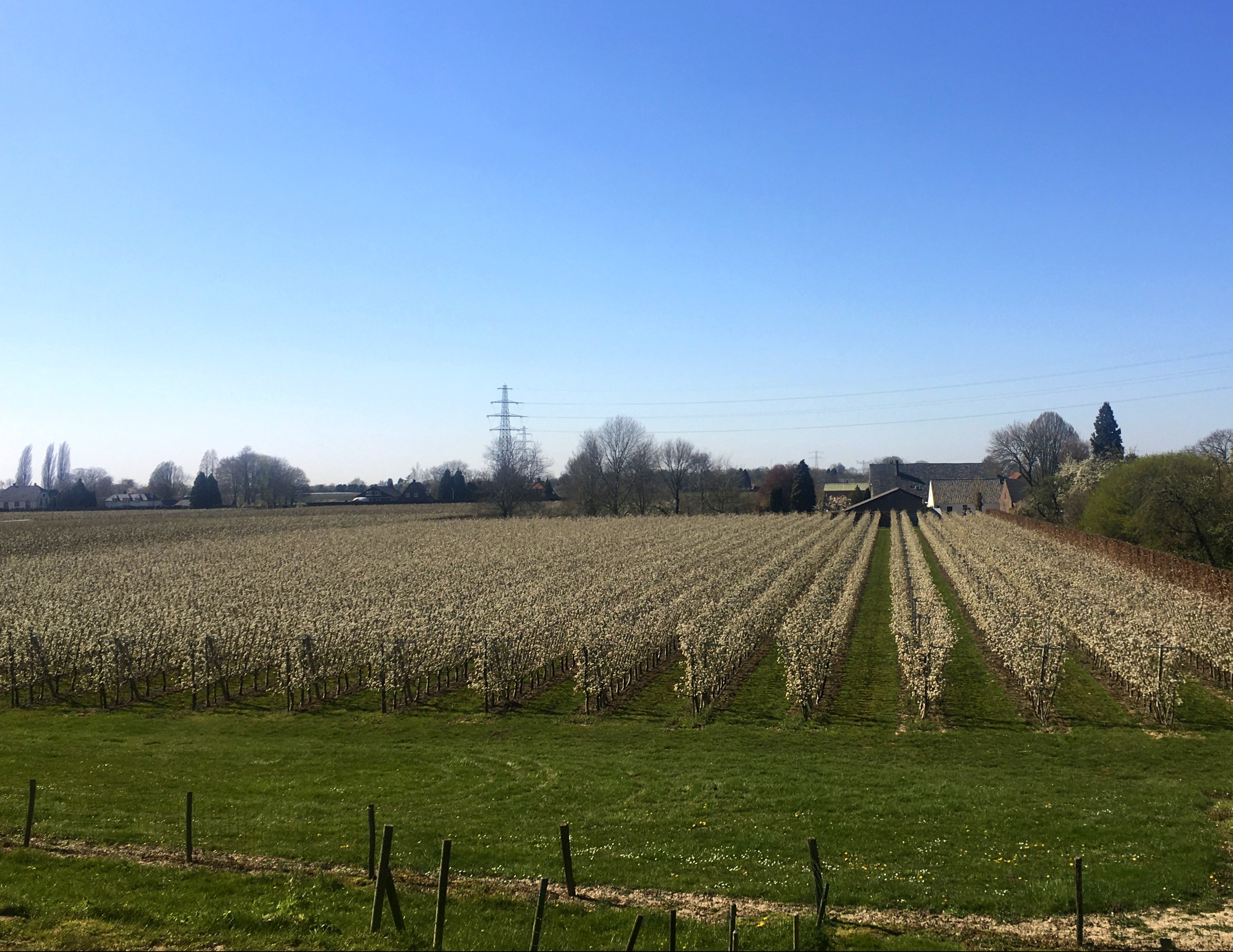
Boomgaarden (fruitteelt) in Doornenburg
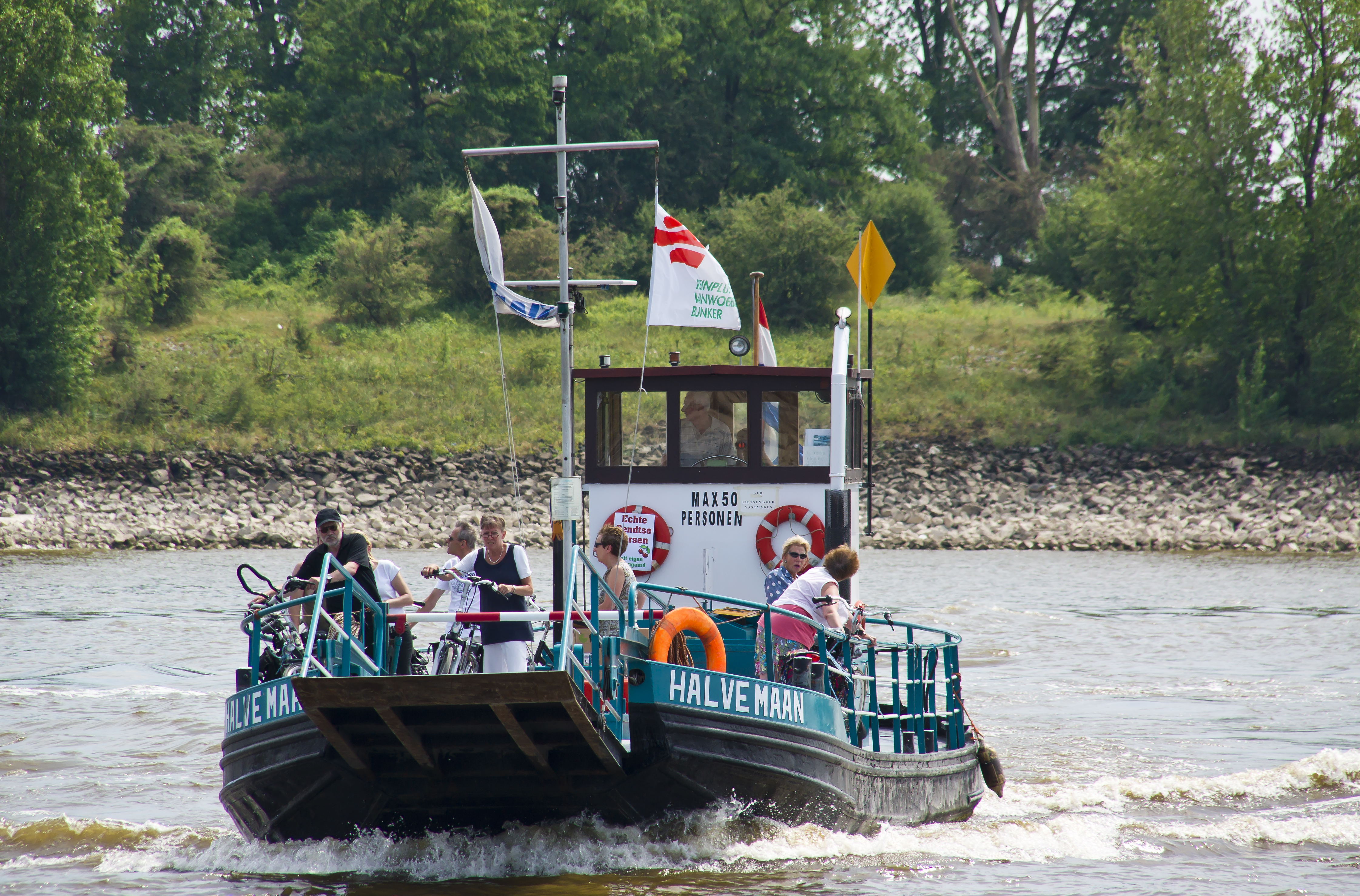
Voet- en fietsveer de Halve Maan over de Waal naar de Millingerwaard
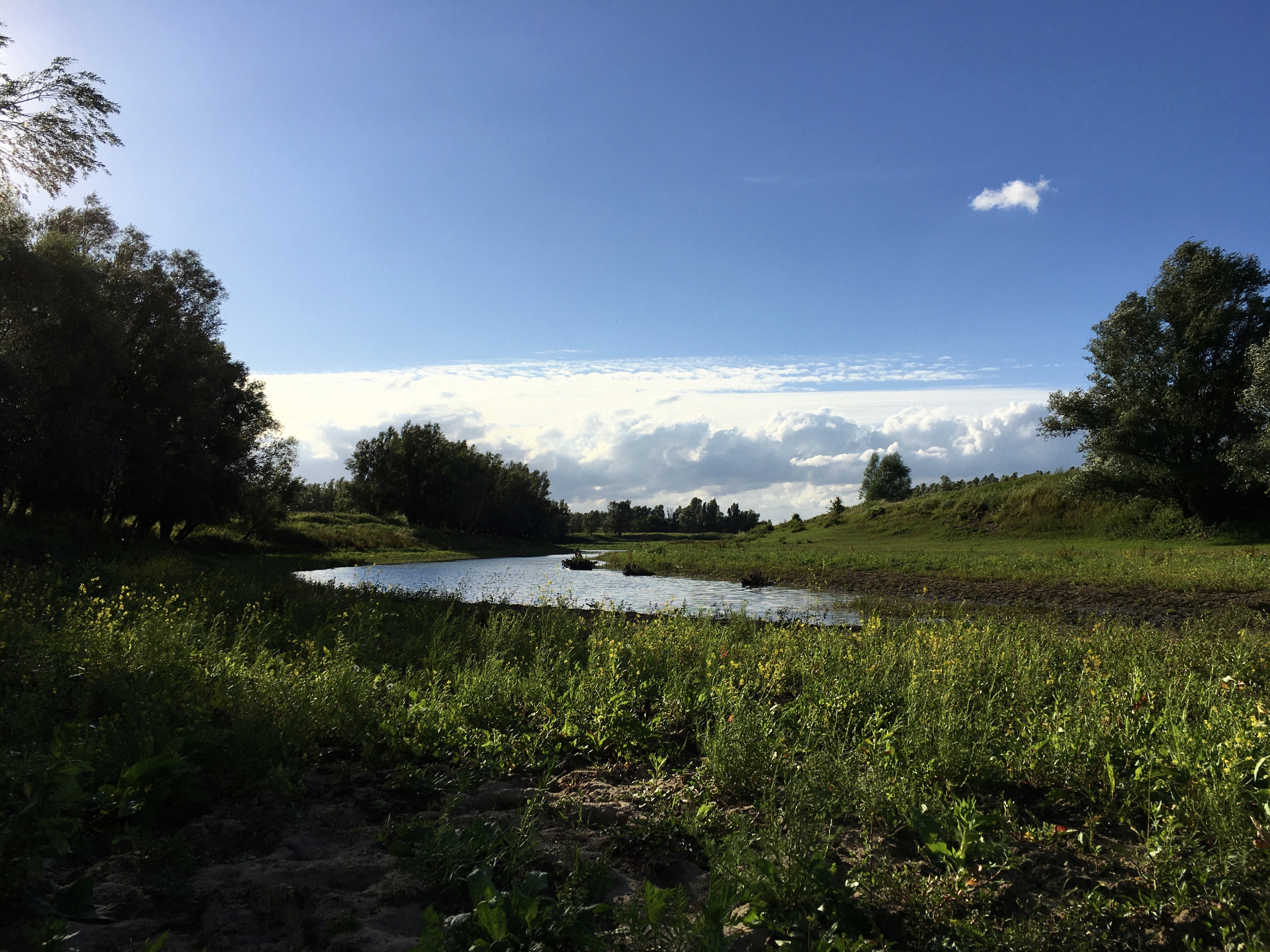
Een strang in de Klompenwaard
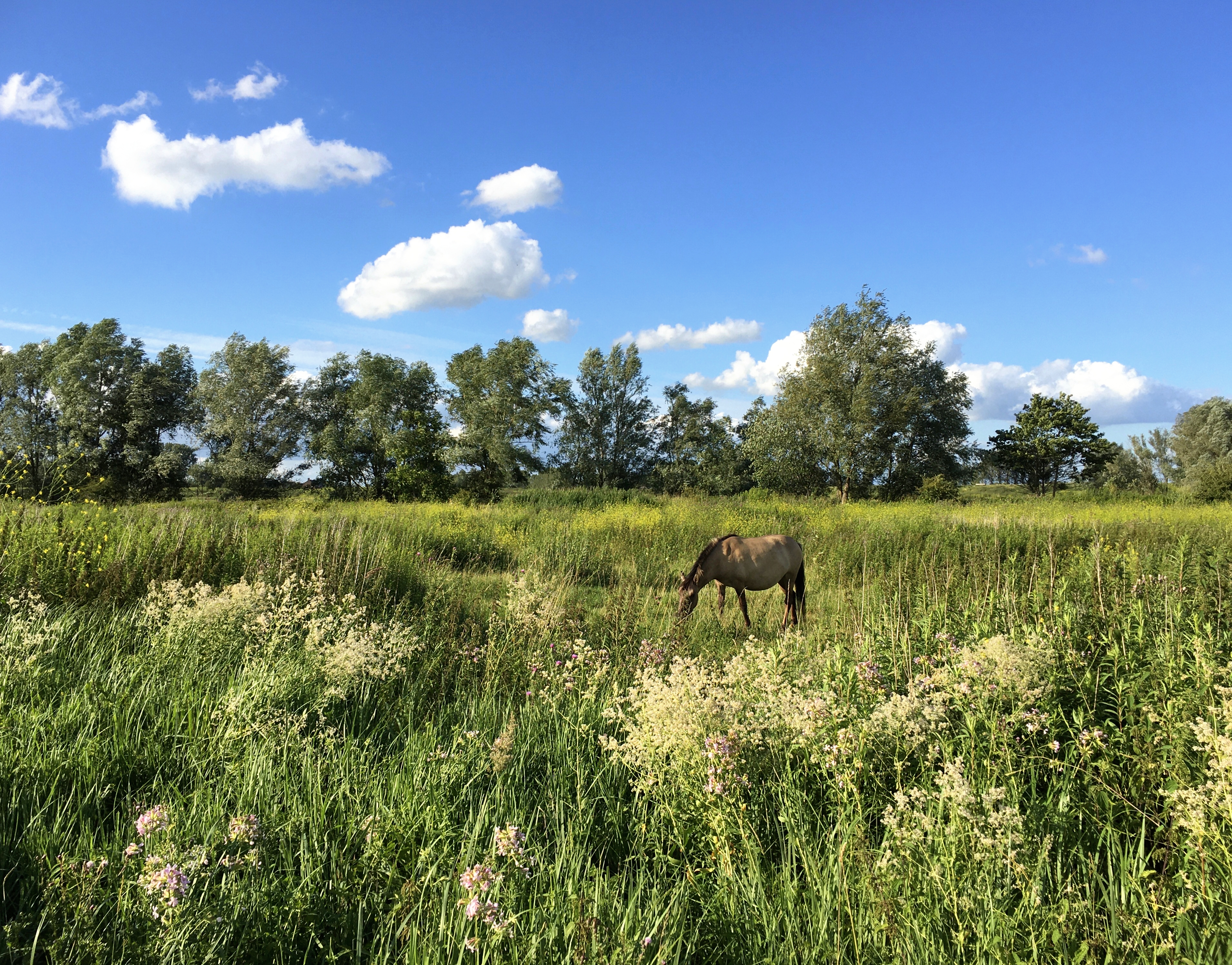
Een grazend konikpaard tussen bloemrijke ruigten in de Klompenwaard
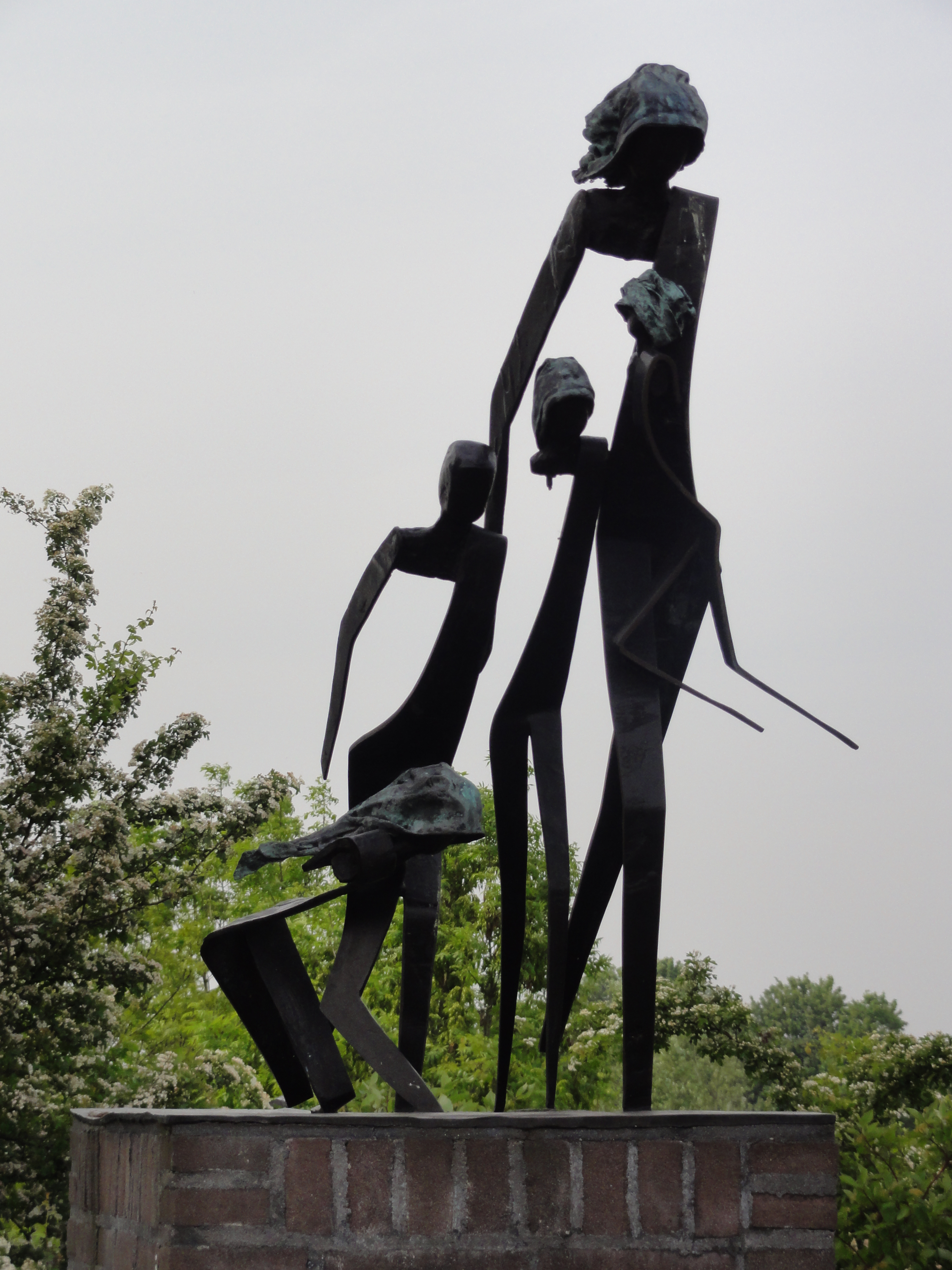
Oorlogsmonument "De Vlucht"

## Geboren
- Jim van Alst (1985), voetballer

## Trivia
- Op zondag 8 mei 2016 kwam de 99ste editie van de wielerwedstrijd de Ronde van Italië door Doornenburg.
- De alternatieve naam van Doornenburg tijdens de carnaval is 't Woatergoat.